# Cryptocarya cavei
Cryptocarya cavei là loài thực vật có hoa trong họ Nguyệt quế. Loài này được M.Gangop. & Chakrab. mô tả khoa học đầu tiên năm 2002.